# Синиця білолоба
Синиця білолоба (Sittiparus semilarvatus) — вид горобцеподібних птахів родини синицевих (Paridae).

## Поширення
Ендемік Філіппін. Поширений на островах Лусон (підвид snowi — на півночі Сьєрра-Мадре, номінальний підвид semilarvatus — у центральній і південній частині Сьєрра-Мадре та в кількох інших місцях на півдні та заході) та Мінданао (підвид nehrkorni відомий з близько восьми місцевостей). Мешкає у тропічних лісах і на узліссях, а також у вторинних лісах, іноді чагарниках, на висоті до 1150 м над рівнем моря. На південно-східному Мінданао цих птахів спостерігали на висоті 350 м над рівнем моря в вирубаному лісі та прилеглих соснових лісах. Білолобі синиці живуть поодинці або парами, рідко групами до 10 особин, іноді змішаними стадами.